# Trigonopterus dakoensis
Trigonopterus dakoensis – gatunek chrząszcza z rodziny ryjkowcowatych i podrodziny krytoryjków.

## Taksonomia
Gatunek ten opisany został po raz pierwszy w 2021 roku przez Radena P. Narakusumo i Alexandra Riedela na łamach „ZooKeys”. Jako miejsce typowe wskazano górę Dako w kabupatenie Tolitoli w indonezyjskiej prowincji Celebes Środkowy. Epitet gatunkowy pochodzi od lokalizacji typowej.

## Morfologia
Chrząszcz o ciele długości od 2,4 do 2,6 mm, wysklepionym, w zarysie prawie szeroko-jajowatym ze słabym przewężeniem między przedpleczem a pokrywami, ubarwionym czarno z rdzawymi czułkami i odnóżami. Ryjek samca zaopatrzony jest w listewkę środkową i parę listewek przyśrodkowych. Epistom jest krótki. Powierzchnia przedplecza z wyjątkiem części tylno-nasadowych jest gęsto i grubo punktowana. Pokrywy mają prawie ścięte wierzchołki, rzędy z punktami oraz bardzo skąpo punktowane międzyrzędy; na barku w ósmym rzędzie leży sześć punktów powiększonych. Wszystkie odnóża mają uda pozbawione ząbków, zaopatrzone w niezmodyfikowane listewki przednio-brzuszne. Tylna para ma na udach ząbkowaną krawędź tylno-grzbietową i przedwierzchołkową łatkę strydulacyjną. Goleń tylnej pary ma przed nasadą haczyk. Genitalia samca mają prącie z przewężeniem i rozdętą wierzchołkową połową, o szczycie z ostrym, brzusznym wyrostkiem pośrodkowym ograniczonym szerokimi płatami z długimi szczecinkami. Aparat przenoszący jest kolcowaty ze skomplikowanymi sklerytami dodatkowymi, a przewód wytryskowy nie ma bulbusa.

## Ekologia i występowanie
Ryjkowiec ten zasiedla górskie lasy. Spotykany jest na rzędnych od 1030 do 1200 m n.p.m. Bytuje w ściółce.
Owad orientalny, endemiczny dla Celebesu, znany tylko z lokalizacji typowej w prowincji Celebes Środkowy.